# Roncq
Roncq település Franciaországban, Nord megyében. Lakosainak száma 13 873 fő (2022. január 1.). Roncq Tourcoing, Bondues, Bousbecque, Halluin, Linselles és Neuville-en-Ferrain községekkel határos.

## Népesség
A település népessége az elmúlt években az alábbi módon változott:
| Lakosok száma | 13 524 | 13 657 | 13 580 | 13 388 | 13 361 | 13 482 | 13 560 | 13 784 | 13 873 |
|               | 2013   | 2015   | 2016   | 2017   | 2018   | 2019   | 2020   | 2021   | 2022   |